# Красна Поляна (Совєтський район)
Кра́сна Поля́на (рос. Красная Поляна, марій. Шуйка) — присілок у складі Совєтського району Марій Ел, Росія. Входить до складу Алексієвського сільського поселення.

## Населення
Населення — 1 особа (2010; 2 у 2002).
Національний склад (станом на 2002 рік):
- марі — 100 %